# Holorusia penumbrina
Holorusia penumbrina är en tvåvingeart som först beskrevs av Edwards 1919.  Holorusia penumbrina ingår i släktet Holorusia och familjen storharkrankar. Inga underarter finns listade i Catalogue of Life.